# Panmun-dong
Panmun-dong (koreanska: 판문동) är en stadsdel i staden Jinju i provinsen Södra Gyeongsang i den södra delen av Sydkorea, 280 km söder om huvudstaden Seoul.